# Punkadeka
Punkadeka è un magazine online italiano di musica punk rock e generi affini nato nel 1999.
Sin dalla sua nascita ospita recensioni, interviste, articoli, date dei concerti e novità dal mondo punk italiano e internazionale accostando band sconosciute a band di fama mondiale.

## Storia
Fondato nel 1999 da Fabio "Deka" De Capitani, Punkadeka.it è stato uno dei primi web magazine online.
Nato come una vera e propria fanzine digitale ha sin dall'inizio pubblicato articoli, report e interviste dei gruppi musicali della scena punk rock italiana ed internazionale.
Nella rubrica Yesterday Heroes sono raccolti articoli e interviste a band che hanno caratterizzato il movimento punk delle origini.
Nel 2001 esce il primo progetto fuori dal web, il doppio cd Punkadeka The Compilation edito in collaborazione con Riot Records e contenente brani di gruppi italiani e band internazionali del calibro di Marky Ramone e Lawrence arms, compresa ad una versione inedita della band del primo punk/hardcore italiano degli anni 80: i Wretched.
La compilation viene recensita sulle riviste di settore (Mucchio Selvaggio, Rock Sound, Rumore tra le altre), siti e radio alternative come Radio Lupo Solitario, Radio Antenna Uno Rock Station, Radio Popolare, Radio Onda d'urto, RockFM che vedono la redazione di Punkadeka passare da intervistatori ad intervistati, arrivando ad avere una puntata dedicata nel programma di Rock TV in compagnia di membri delle band partecipanti alla compilation.
Nel 2002 l'uscita del cd viene seguita da diverse presentazioni live come all'Oasis Club di Sassuolo con The No One e Chymeny Sweepers, al Villaggio Globale di Roma con Persiana Jones e Duff, arrivando fino ad avere una partecipazione di oltre 2000 persone al TEMPO ROCK di Reggio Emilia con la partecipazione degli SHANDON.
Nel settembre 2002 Punkadeka è ospite come media partner all'Independent days festival di Bologna (e lo sarà anche per le successive edizioni), in seguito ne divenne media partner ufficiale partecipando ad eventi come Deconstruction tour 2003, Rock in idro, Warped tour, Antidote tour e all'estero con il Punk rock holiday e lo Sziget festival.
Punkadeka ha collaborato con diverse riviste di settore, in particolare ha avuto la pagina Punkpage all'interno della rivista "Dolcevita-stili di vita alternativi" e negli ultimi 2 anni di distribuzione di Rock Sound ha avuto uno spazio dedicato nell'inserto punk Rocksound: band from the web.
Dal novembre del 2003 al 2010 Punkadeka ha organizzato presso il MEI (meeeting etichette indipendenti) il premio Punkadeka con esibizioni live delle band partecipanti.
Dal 2004 al 2015 Punkadeka.it insieme a RadioClash.it ha organizzato l'annuale tributo italiano a Joe Strummer 
Nel corso dei primi 10 anni del sito Punkadeka ha co-prodotto svariate compilation, cd e singoli 7" di artisti punk italiani e, con la collaborazione di Fulvio "Devil" Pinto (facente parte della redazione sin dai primi anni), è stato fondato il Punkadeka Booking, una agenzia completamente DIY di promozione e organizzazione concerti, da cui nacquero i Punkadeka festival e le Punkadeka night itineranti con date in diversi locali storici: Rainbow Club, Rolling Stone, Transilvania live, Tempo Rock, Nautilus, Indian Saloon e molti altri.
Punkadeka è media partner dei più grandi festival italiani del genere come il Punk Rock Raduno e Bay Fest.
Nel 2019 per festeggiare i vent'anni di vita, Punkadeka ha organizzato insieme ad Hub Music Factory un evento al quale hanno partecipato oltre 1500 persone da tutta Italia al Carroponte di Milano, dove, sul palco si sono alternate band come i Viboras, The Cleopatras, Water Tower, FFD, Crummy World (superband composta da membri di Crummy Stuff, SenzaBenza, Shandon, Sottopressione), Gli Impossibili e Punkreas. L'evento è stato riportato da diversi media compresa la rivista statunitense Alternative Press
Nel giorno del festival viene inoltre presentato il libro che raccoglie i momenti più belli dei 20 anni di punkadeka.it: Punkadeka 1999-2019 20 anni di D.I.Y.